# Werther (Westfalen)
Werther is een stad en gemeente in de Duitse deelstaat Noordrijn-Westfalen, gelegen in de Kreis Gütersloh. De stad telt 11.091 inwoners (31 december 2020) op een oppervlakte van 35,33 km². Naburige steden zijn onder andere Bielefeld (11 km zuidoostwaarts) Borgholzhausen (11 km noordwestwaarts), Halle (Westfalen) (8 km west-zuidwestwaarts; "binnendoor" voor fietsers 6 km) en Spenge (10 km noordoostwaarts).

## Indeling van de gemeente; bevolkingscijfers

Stadsdelen van Werther
Overzichtskaart Werther

### Bevolkingscijfer
evangelisch-luthers: 5.458; rooms-katholiek:	1.363; overige geloofsrichtingen, inclusief atheïsten: 4.551; totaal : 11.372. 

## Ligging, infrastructuur

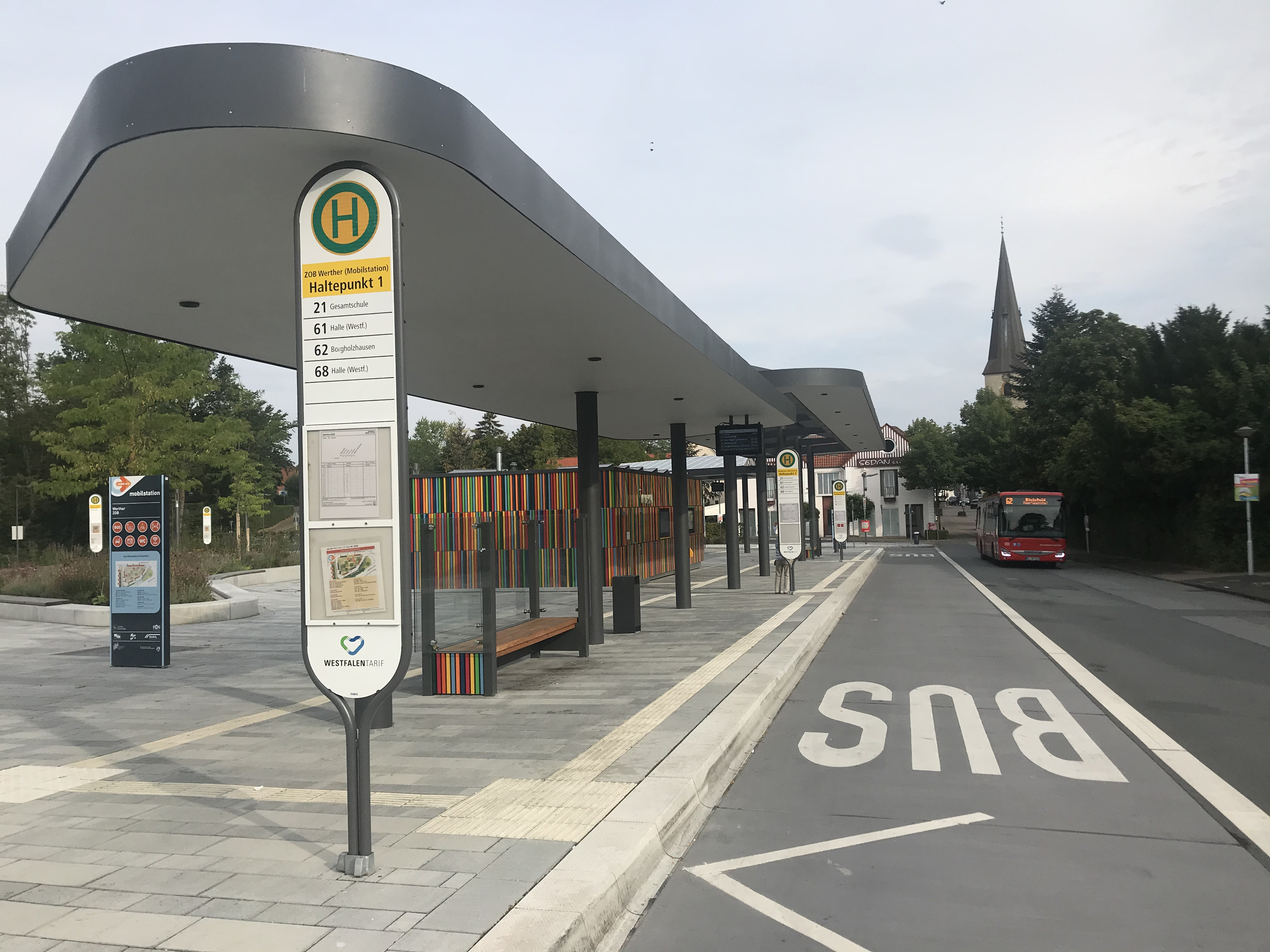
Busstation

Werther ligt aan de noordflank van het Teutoburger Woud.
Een belangrijke verkeersweg vanuit Halle, die noordoostwaarts het Teutoburger Woud kruist, splitst zich te Werther in twee andere hoofdwegen: in noordoostelijke richting, 25 km naar Herford en in zuidoostelijke richting, 11 km naar Bielefeld.
De gemeente is door lijnbussen verbonden met o.a. Halle en Bielefeld (kwartierdienst).

## Economie
De voorheen voornamelijk kleinschalige industrie heeft na 1960 plaats gemaakt voor een groot aantal kleine bedrijven met een meest lokaal belang. Economisch van meer belang is het toerisme, vanwege de ligging in het Teutoburger Woud. In Werther wonen tamelijk veel woonforensen, die o.a. te Bielefeld een werkkring hebben.

## Geschiedenis
In 1009 werd Werther voor het eerst in een document vermeld. Mogelijk is het ontstaan rondom een bij het klooster Freckenhorst (zie: Warendorf (stad)) behorende kerk of boerenhofstede.
In 1488 kreeg Werther beperkte privileges, zoals marktrecht, en werd zo een wigbold (vlek). In de middeleeuwen behoorde Werther tot het Graafschap Ravensberg, dat in 1614 in Brandenburg-Pruisen en daarna het Koninkrijk Pruisen opging. Het Graafschap Ravensberg was in de godsdiensttwisten van de 16e en 17e eeuw protestants gezind, wat verklaart, dat de meeste christenen in de gemeente tot op de huidige dag evangelisch-luthers zijn.  De drie rode kepers uit het grafelijk wapen van Ravensberg  zijn nog terug te vinden in het gemeentewapen van Werther.
Koning Frederik Willem I van Pruisen verleende aan Werther, evenals enige naburige plaatsen, stadsrecht in 1709.
In de 19e eeuw leefde men in Werther vooral van huisnijverheid ( productie van linnen en van sigaren. In 1901 kreeg het stadje een spoorverbinding met Bielefeld, wat aanleiding was voor enige kleine fabrieken, om zich te Werther te vestigen. In 1949 waren in de gemeente talrijke Heimatvertriebene gehuisvest, wat het bevolkingscijfer tijdelijk sterk deed stijgen. In 1954 werd de spoorlijn naar Bielefeld wegens onvoldoende rentabiliteit weer gesloten.
In 1973 werden in het kader van een gemeentelijke herindeling de omliggende dorpjes, voordien zelfstandige gemeentes, bij de stad gevoegd.
Werther is bekend geworden door het snoepje dat hier in 1909 is uitgevonden, Werther's Original. De fabriek is verplaatst naar Halle (Westfalen).

## Bezienswaardigheden
- Het natuurschoon van het Teutoburger Woud: door de gemeente lopen enige langeafstands-wandel- en -fietsroutes, waaronder de Hermannsweg.
- Het Peter-August-Böckstiegel-Haus in het  Ortsteil Arrode, met een in 2018 geopend museum, gewijd aan het oeuvre van deze kunstenaar
- Aan de noordoostrand van Werther staat een tractorenmuseum.
- De evangelisch-lutherse Jacobikerk dateert van de 14e eeuw en werd in 1877 ingrijpend gerenoveerd.

## Belangrijke personen in relatie tot de gemeente
- Peter August Böckstiegel (* 7 april 1889 in Arrode (gemeente Werther (Westfalen)); † 22 maart 1951 ibidem), Duits kunstschilder, graficus en beeldhouwer; hij wordt tot de Duitse expressionisten gerekend.

## Afbeeldingen

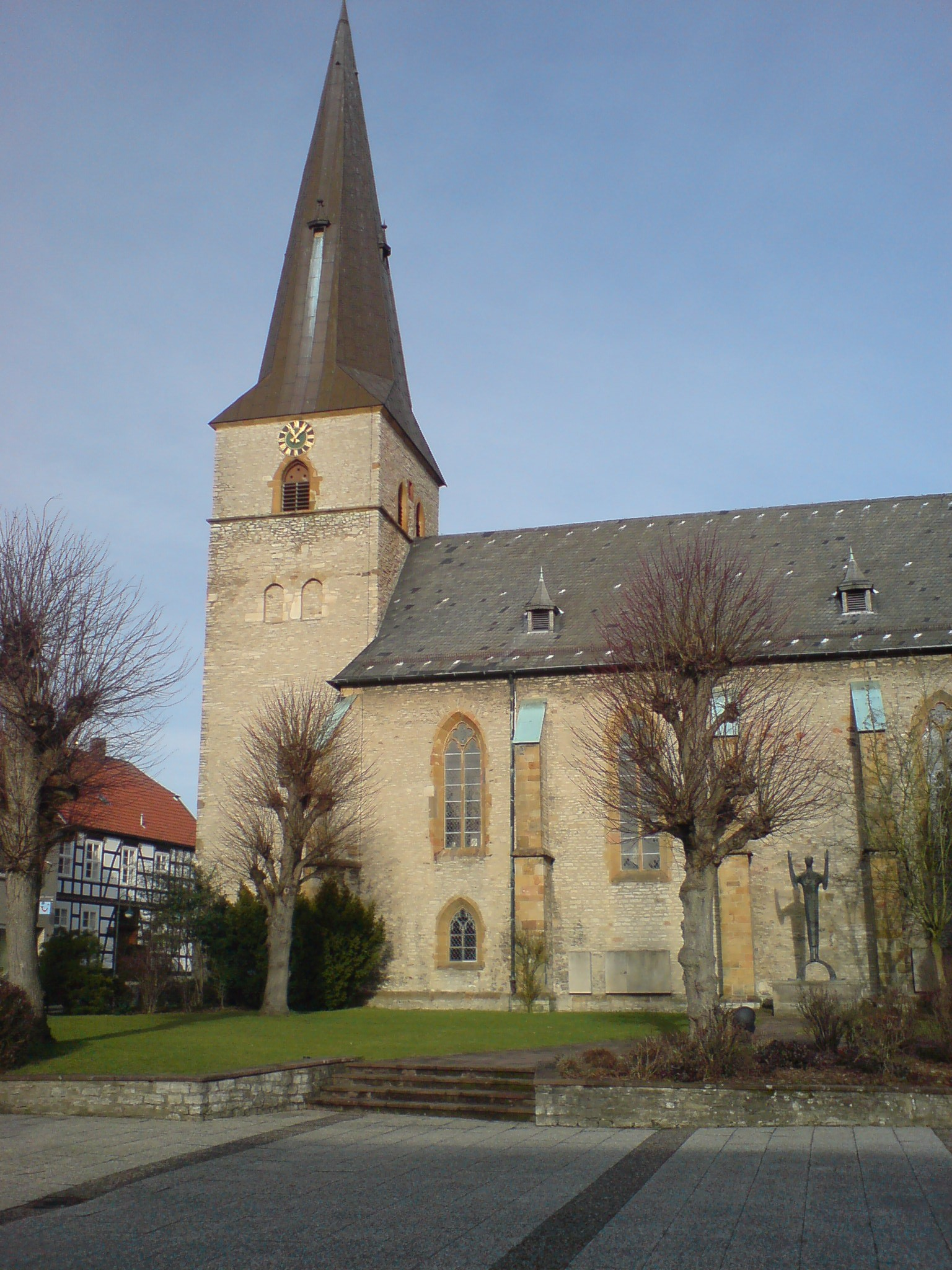
Evang.-lutherse kerk
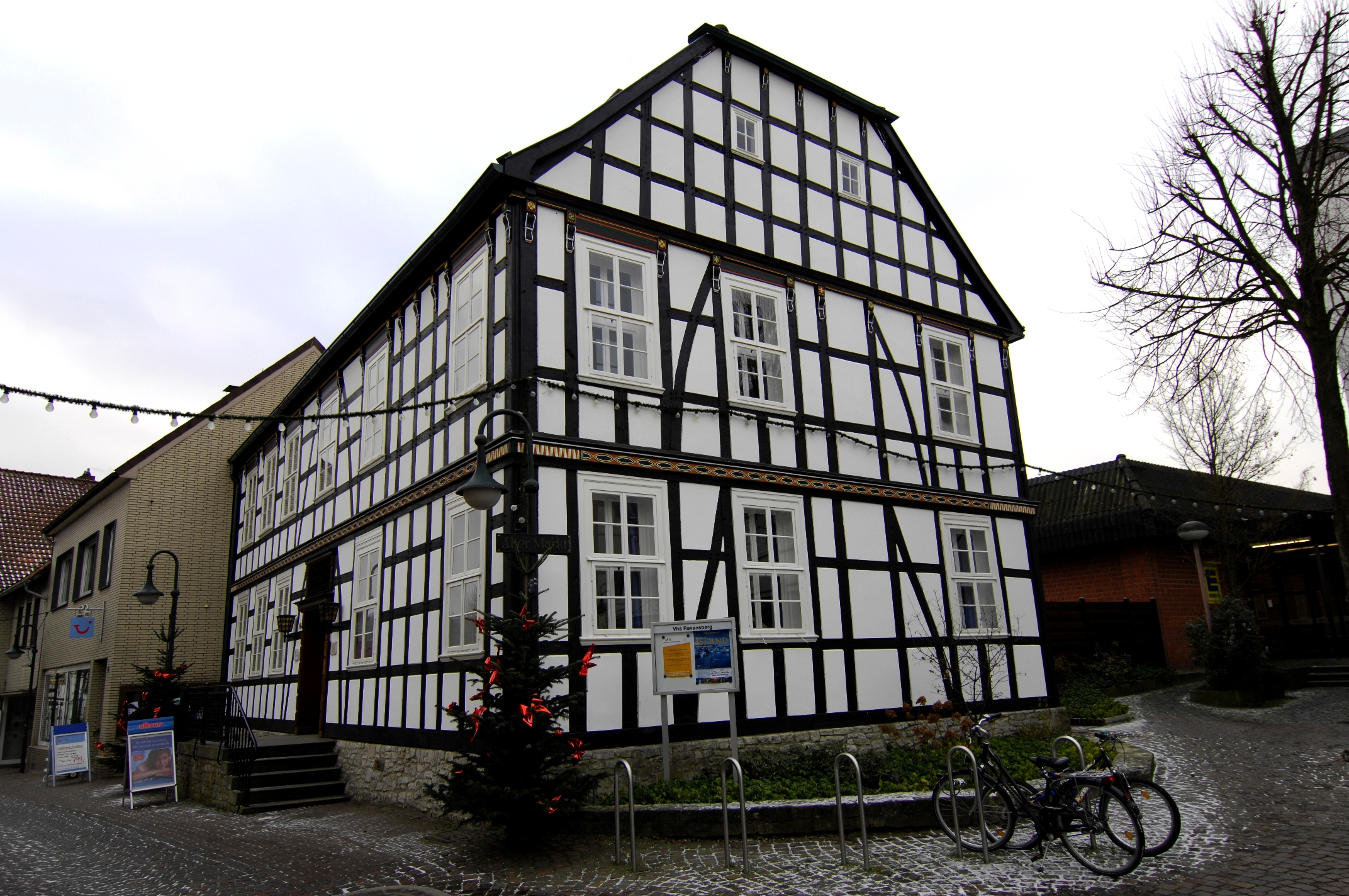
Het Storck'sche Haus
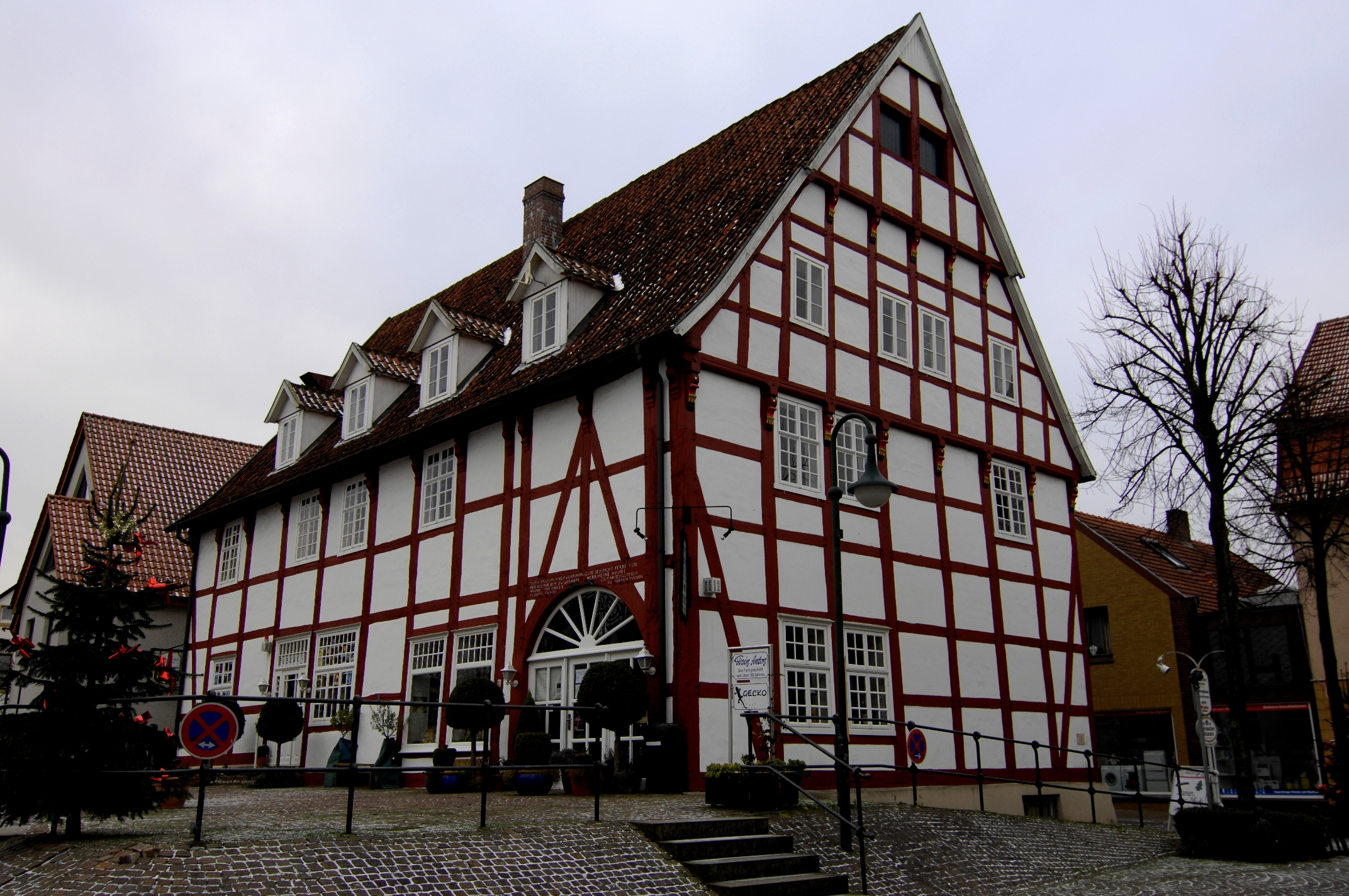
Het Venghauss'sche Haus
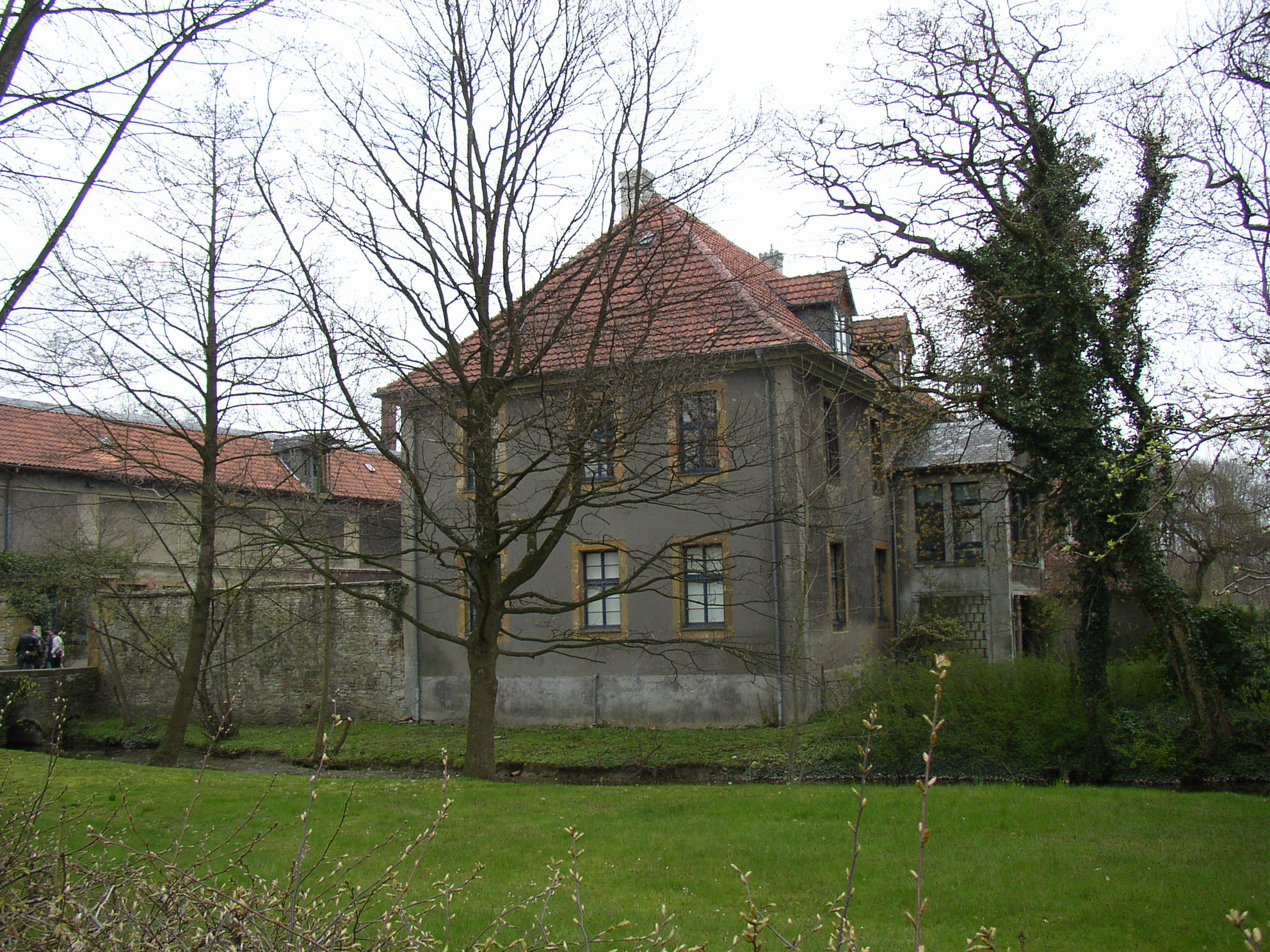
Haus Werther (stadsbibliotheek)
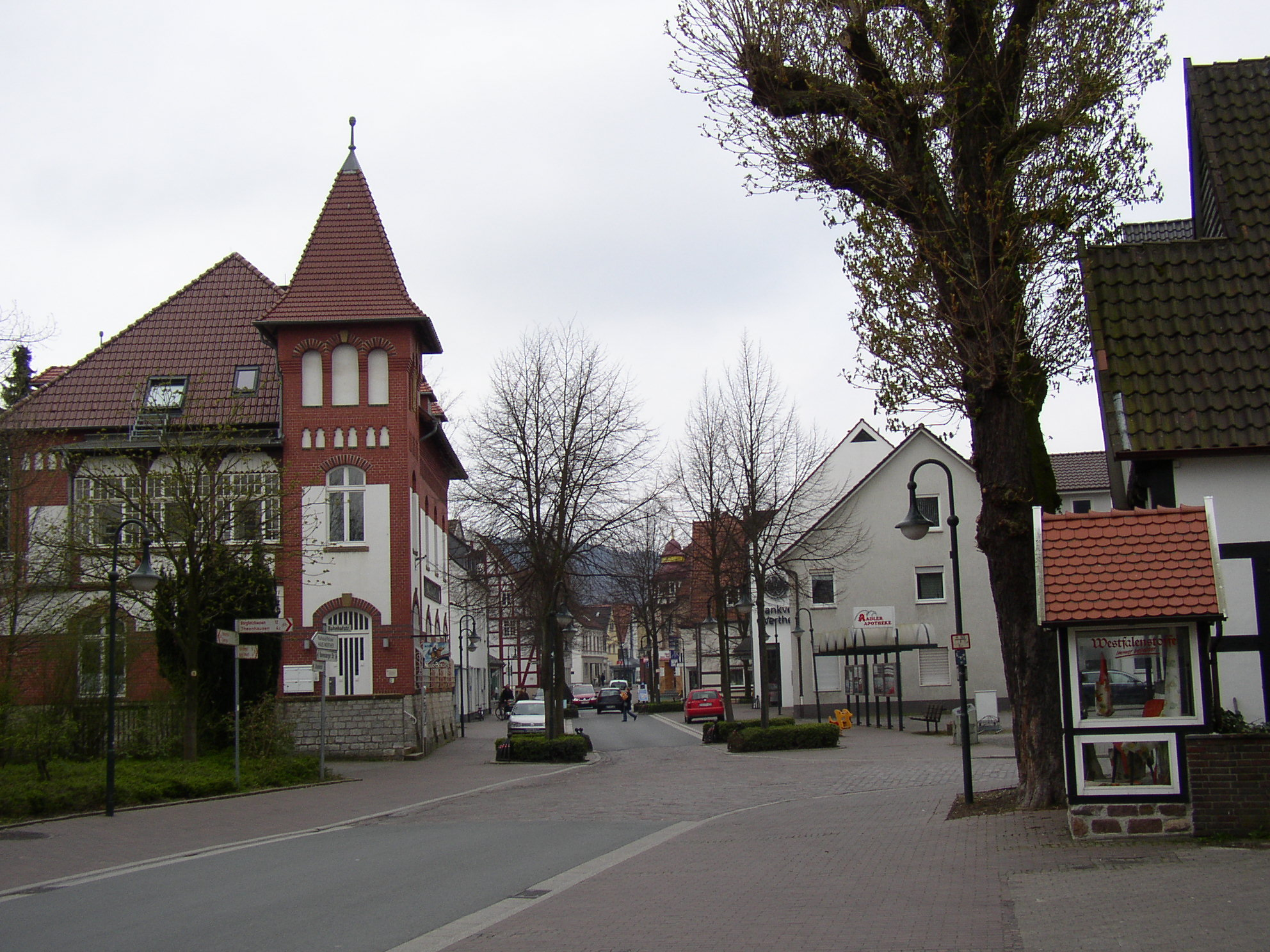
Centrum
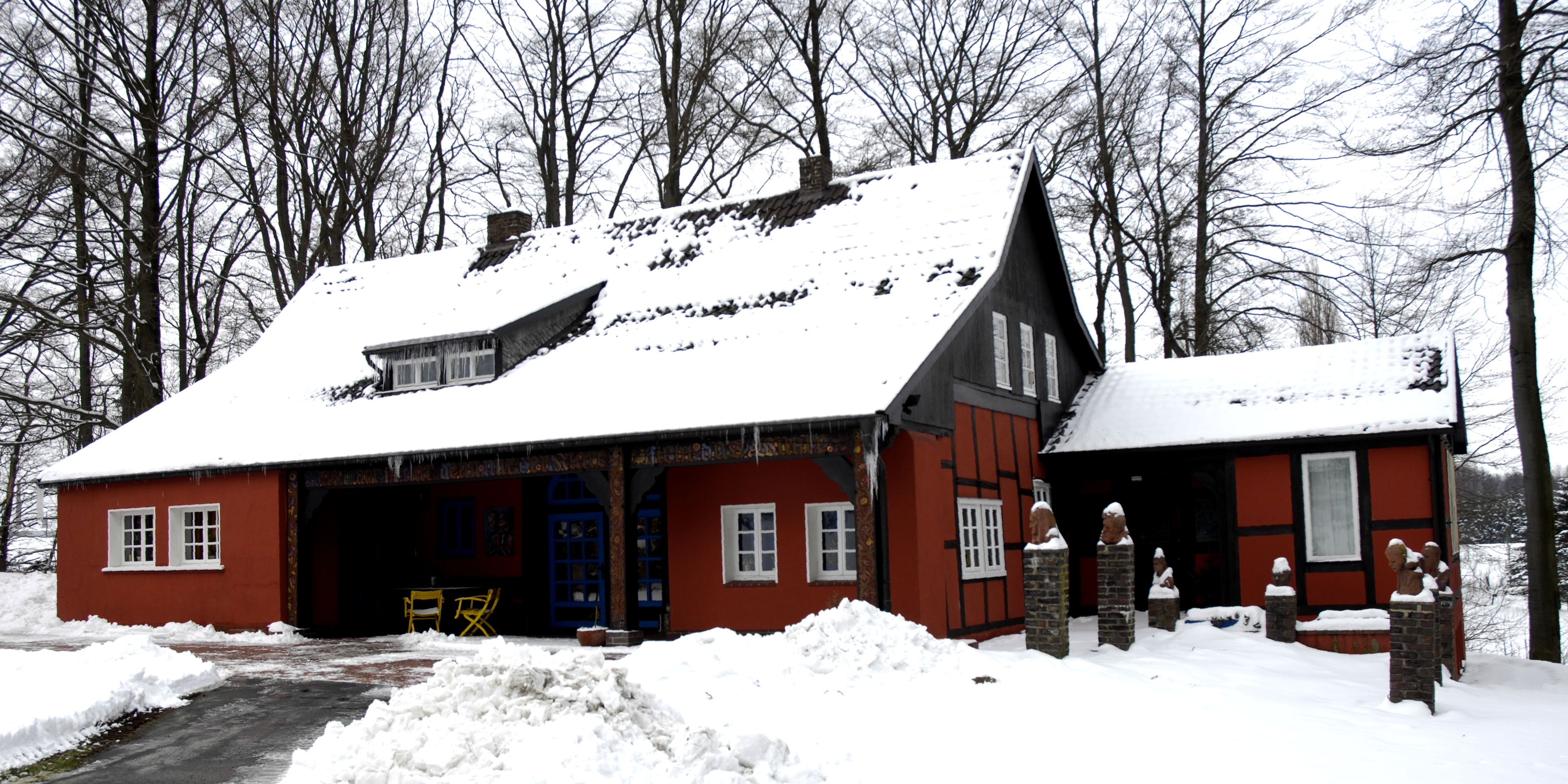
Geboortehuis en museum van Peter August Böckstiegel
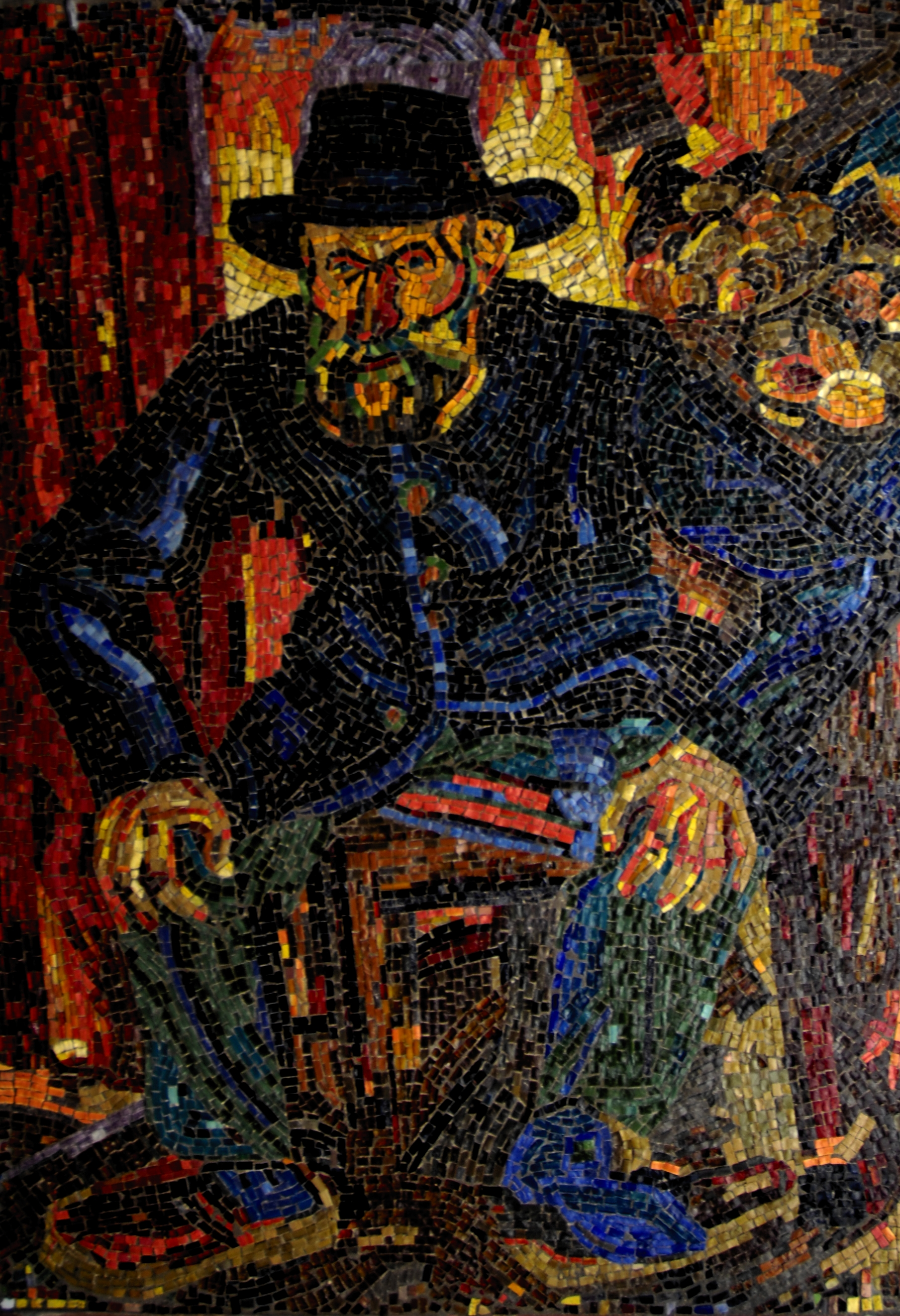
Mozaïek van de hand van de kunstenaar in dit gebouw

Borgholzhausen · Gütersloh · Halle · Harsewinkel · Herzebrock-Clarholz · Langenberg · Rheda-Wiedenbrück · Rietberg · Schloß Holte-Stukenbrock · Steinhagen · Verl · Versmold · Werther